# Menxháo
El idioma menxháo /men'θao/ es una lengua auxiliar aglutinante creada a partir de influencias indoeuropeas que abarcan desde el griego clásico hasta el alemán moderno. Posee una estructura de la oración variable, aunque la más común es SVO, es decir, sujeto-verbo-objeto.
Los sustantivos, determinantes y pronombres poseen flexión de género (masculino, femenino y neutro) y número (singular y plural), mientras que los adjetivos solo de número, ya que no flexionan su morfema en relación con el sustantivo al que caracterizan debido a que siempre están en género neutro.
- Gróse ab-wó (m) <Gran incógnita>
- Gróse kása (f) <Gran casa>
- Gróse weutúre (n) <Gran coche>

En menxháo todas las palabras no monosilábicas llevan tilde para señalar su sílaba tónica. Ej: Tunnelíta (Cueva) - Sílaba tónica: "lí"; Humánh (Humano/Persona) - Sílaba tónica: "mánh". Sin embargo, algunas palabras compuestas de una sola sílaba pueden poseer tilde en el caso de tener un diptongo. Ej: Éu (Hoy) - Vocal tónica: "é". O para diferenciar palabras con significados muy diferentes. Ej: "Sóch" (Soy) y "Soch" (Mercado).

## Flexión del nombre
Género
Todos los sustantivos acabados en -a/-á o -tiónh son femeninos, los acabados en -e/-è son neutros y los acabados en el resto de letras posibles son de género masculino.
- Femeninos: Apphála (manzana); galamatá (problema o jaleo); lektiónh (lección)
- Neutros: Péuple (gente); phormüláè (fórmula).
- Masculino: Yaýl (cárcel); phyng (dedo); ttemín (camino); tor (torre); kinémum (cine); etc[2]

Sabiendo esto, para cambiar el género de una palabra masculina a otra femenina se debe añadir una -a al lexema de la palabra cuando esta acaba en consonante: Amphánt (Niño), Amphánta (Niña); Germánh (Hermano), Germánha (Hermana). Y si no termina en consonante, se le quita la vocal por la que acaba y se sustituye por una -a. Ej: Dewéky (Segundo), Dewéka (Segunda). Sin embargo, existen excepciones como: Báu (Hombre), Ka (Mujer), y todos los sustantivos que acaban por -báu forman su plural en -ká: Direktbáu (Director), Direktká (Directora); Dokyabáu (Profesor), Dokyaká (Profesora).
Número
En menxháo el plural se forma al añadir una /s/ fonética al final de la palabra. Este fonema puede ser representado con diferentes grafías. Las reglas son:
▪ A no ser que la palabra finalice en una de las siguientes terminaciones, el plural se forma añadiendo una -s. Por ejemplo: Phréund (Amigo) - Phréunds (Amigos).
▪ Si la palabra acaba en -k o -ch /k/, se elimina la -k o la -ch y se añade -jh, fonéticamente /ks/. Por ejemplo: Mychélk (leche) - Mychéljh (leches), Phoch (Fuego) - Phojh (Fuegos).
▪ Si la palabra finaliza en -t, se le elimina la -t y se le añade -tt, fonéticamente /ts/. Por ejemplo: Yut (Zumo) - Yutt (Zumos)
▪ Para referirse a un número plural de personas de diferente género que se les designe con -báu o -ká, se les elimina esta terminación y se les añade -és, siendo así neutros. Por ejemplo: Hay 4 magos, 3 magos y 1 maga  "Yi táo-xho 4 magyaés, 3 magyabáus kaó 1 magyaká".